# Anna non si lascia
Anna non si lascia è un album della cantante italiana Anna Oxa, pubblicato nel 1996.
Con questo album Anna Oxa tenta di rinnovare la sua immagine presentandosi con un look più selvaggio, mettendo da parte lo stereotipo di bellezza diafana che l'aveva caratterizzata in precedenza,  in favore di una vistosa abbronzatura.
In questo album sono contenute Spot, singolo trainante dell'album, Porco mondo, Anna non si lascia, Bianca luna, e Notturno, che chiude  l'album.
L'album rappresenta una svolta musicale dell'artista, che utilizza suoni e generi conosciuti durante un suo viaggio in India.

## Tracce
1. La voce e il cuore (R. Callero/G. Belleno/ D. Madonia)
2. Anna non si lascia (Migliacci/G.Belleno)
3. Spot (R. Callero/ G e M. Belleno)
4. Bianca Luna (R. Callero/G. Belleno)
5. Sêïa (R. Callero/G. Belleno)
6. Il bosco delle fate (R. Callero/G. Belleno)
7. Da così a così (F.Migliacci Junior/G. Belleno)
8. Padroni del niente (R. Callero/S. Melone)
9. Porco mondo (R. Callero/G. Belleno)
10. Fu quel che fu (F.Migliacci Junior/G. Belleno)
11. Le casino (Cherchez la femme) (R. Callero/G e M. Belleno)
12. Notturno (R. Callero/J Zawinul)

## Formazione
- Anna Oxa – voce
- Bob Callero – basso
- André Ceccarelli – batteria
- Flavio Ibba – chitarra acustica
- Oskar Cartaya – basso
- Jean-Paul Ceccarelli – batteria
- Danilo Madonia – tastiera, cori, programmazione, pianoforte
- Alberto Pisani – violoncello
- Elio Veniali – contrabbasso, trombone
- Tom Sheret – sax alto, sassofono soprano
- Claudio Pascoli – sassofono baritono, sassofono tenore
- Gianni Belleno, Carlo Parola, Luca Jurman, Lalla Francia, Paola Folli – cori

## Classifiche

### Classifiche settimanali
| Classifica (1996) | Posizione massima |
| ----------------- | ----------------- |
| Italia            | 12                |